# 최현정 (방송인)
최현정(崔賢貞, 1979년 6월 8일~ )은 대한민국의 방송MC이다.

## 경력
- 2001년 5월~2002년 10월: EBS 한국교육방송공사 리포터
- 2002년 10월~2004년 6월: 원주 MBC 아나운서
- 2004년 6월~2005년 12월: MBC 기상캐스터
- 2006년~2015년 1월: MBC 아나운서
- 2015년 1월: 프리랜서 선언

## 학력
- 충주중앙탑초등학교 → 충주대림초등학교 졸업
- 충주북여자중학교 졸업
- 충주여자고등학교 졸업
- 연세대학교 영어영문학과 학사(1998학번)
- 연세대학교 대학원 상담심리학과 심리학 석사

## 방송 활동
과거
MBC 기상캐스터로 활동하였다.
진행 프로그램
- 《책으로 행복한 12시, 최현정입니다》(EBS FM)

경력
- 주병진 토크콘서트 (MBC) 보조진행자였으나 개편으로 하차했으며 후에 이 프로는 폐지되었다.
- 《MBC 뉴스24》, 《6시 뉴스매거진》을 진행했었으며 개편으로 하차했다.
- 《세상을 여는 아침》을 진행 했었으며 MBC 라디오 개편으로 하차했다.
- 고성국의 빨간 의자 (tvN)
- 《휴먼다큐 사람이 좋다》 (MBC) - 내레이션

종영 및 종료 프로그램
- 슈퍼VJ 신통방통
- 최현정의 여행스케치
- 《최현정의 세계도시여행》
- 《MBC 뉴스데스크》
- 《세상을 여는 아침 최현정입니다》
- 《하이파이브 최현정입니다》

특집 라디오 프로그램
- 《EBS 책 읽는 라디오 낭독 시리즈》(EBS FM, 2016년)

### 방송 사고
2007년 9월 27일 화제집중
경주에 나가 있는 중계차와 연결된 상황에서 김정근 아나운서가 “오늘 엑스포 소식은 무엇인가요”라는 질문을 했었다. 이를 경주 현장의 리포터가 받아 화면이 바뀌었는데, 몇 초 지나지 않아 생방송 화제집중의 스튜디오가 다시 카메라에 잡혔다. 잠시 동안 김정근, 최현정 아나운서가 웃음을 터뜨린 장면이 그대로 노출되고 말았다.
2007년 11월 26일 화제집중
MBC 생방송 화제집중 방송 도중 기침과 구토 소리에 이어 물 내리는 소리까지 여과없이 방송되는 사고를 냈다. 당시 급체한 최현정 아나운서는 음향 스태프에게 마이크를 잠시 꺼줄 것을 요청했지만, 음향팀은 마이크 소리를 올려달라는 얘기인 것으로 착각해 음향사고를 냈다.

## 결혼
2009년 11월 28일 서울 방배동 성당에서 결혼하였다. 남편은 서울과학고등학교와 서울대학교 공과대학을 졸업한 변호사로 법인 세종에서 근무 중이다.

## 기타 이력
- 2015년~2016년: 성신여자대학교 강사